# Couvent des Ursulines de Vif
Pour les articles homonymes, voir Couvent des Ursulines.
Le couvent des Ursulines, parfois appelé monastère des Ursulines, est un ancien édifice chrétien situé sur la commune française de Vif, en Isère, qui accueillait des religieuses de l'Ordre Sainte-Ursule.
Fondé en 1662 par les Ursulines de La Mure, le couvent prospère durant 130 ans avant d'être supprimé et vendu comme bien national en 1792.
Aujourd'hui, le dernier vestige encore en l'état du couvent est sa « maison des religieuses », qui est devenue l'actuelle aile droite de la mairie (bâtiment du Centre des Finances Publiques), et sur la façade de laquelle il subsiste encore deux fenêtres à meneaux d'époque.

## Localisation
L'ancien couvent des Ursulines, aujourd'hui presque totalement disparu, se trouvait dans le centre-bourg de Vif, en Isère, au cœur de la vallée de la Gresse. Les bâtiments qui ont été vendus aux Ursulines se trouvaient dans le domaine du Pré Métral, qui correspond à l'actuelle place de la Libération, hôtel de ville et Centre des Finances Publiques.

## Historique

### Les Ursulines à Vif (1662 - 1792)

#### De La Mure à Vif

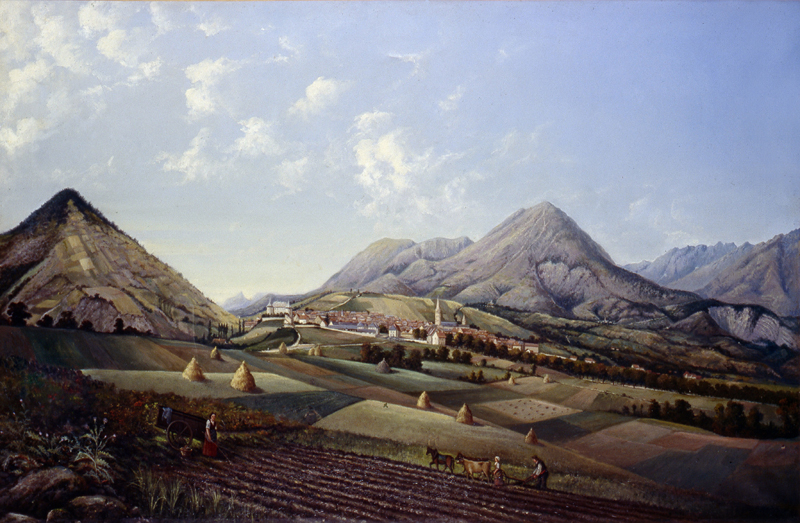
La Mure et le plateau Matheysin en 1891 par Charles-Émile Desmoulins.

On doit la création du couvent de Vif à la communauté d'Ursulines implantée en Matheysine. En effet, c'est d'abord à La Mure que se forme les prémices d'un premier couvent vers 1651. Très vite, la communauté naissante est agrandie par l'arrivée nouvelles postulantes issues de familles nobles, bourgeoises et paysannes du Trièves et du plateau Matheysin. Le développement du couvent de La Mure doit aussi en grande partie aux aides financières et humaines apportées par les Ursulines de Moirans, qui dès le départ leur font une avance d'un capital de 5 500 livres. Malgré cela, les premières installations et bâtiments de la communauté (situés dans l'actuelle rue Cotte-Rouge) sont précaires ou bien en mauvais état, et, après un voyage à Vif entrepris par certaines religieuses pour la Pentecôte de 1659, on envisage de déporter le couvent dans la vallée de la Gresse ; cela permettrait, entre autres, de se rapprocher de Grenoble et donc de pouvoir accueillir plus de pensionnaires.
Jacques de la Gache, trésorier général de France en Dauphiné et noble vifois, tente de réunir une somme de 21 000 livres pour permettre aux Ursulines leur établissement à Vif. L'acte de vente est finalement signé trois ans plus tard, le 13 juillet 1662, entre Diane Le Blanc de Camargues (veuve de M. de la Gache) et Pierre du Berlioz, procureur des religieuses. Mme de la Gache leur fait alors don du Pré Métral, un grand domaine situé au sein du bourg.

#### Le domaine du Pré Métral

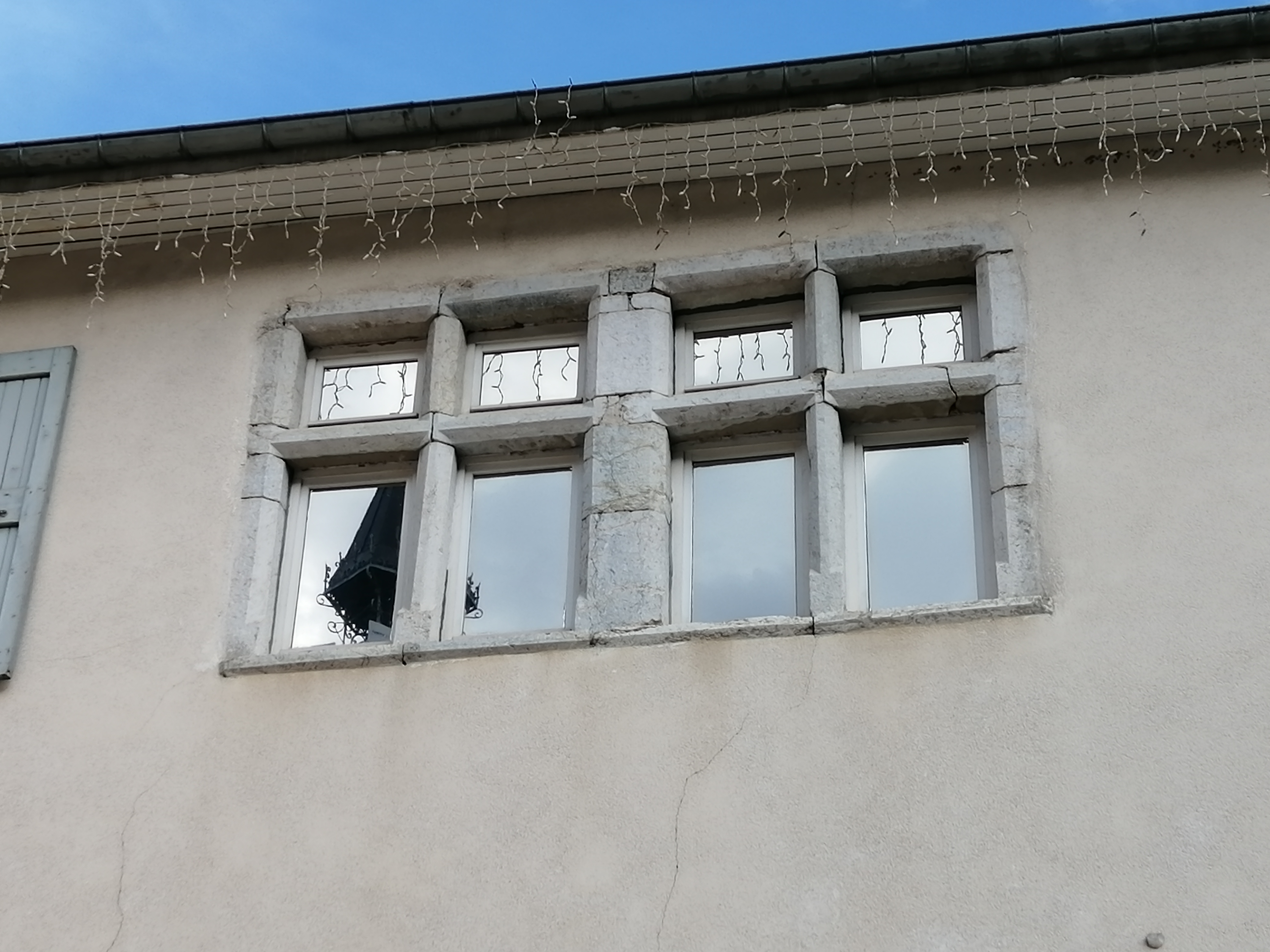
Les fenêtres à meneaux de la maison des religieuses.

Le domaine acquis par les Ursulines se trouve au centre du village, délimité à l'ouest par la Gresse et à l'est par la grand-rue (actuelle rue de la République). Lors de leur arrivée en 1662, il était composé d'une maison avec grange, d'une écurie, d'un tinérieu (cuvier), d'un jardin avec allée de tilleuls, d'un fruitier et d'un verger avec notamment des pêchers, le tout délimité par un haut muret. Le domaine était traversé en son centre par le petit canal des moulins.
Le portail d'entrée se trouvait du côté ouest du domaine, et ouvrait sur une cour ombragée par des mûriers. La maison des pensionnaires était à droite : composé de trois salles au rez-de-chaussée et de quatre chambres au premier étage, c'était là que les ursulines éduquaient les petites filles qu'on leur confiait. À gauche se trouvait la maison des religieuses, bâtiment le plus important du couvent élevé sur deux étages : au rez-de-chaussée du bâtiment se trouvaient la chapelle (où se déroulent les offices religieux), le chœur des religieuses, la salle du chapitre sept cabinets servant de dépenses, boulangerie et parloir. Les cellules étaient réparties dans les étages supérieurs : 12 au premier étage, avec deux grandes salles, et 18 au second étage, au-dessus duquel se trouvaient des galetas,.
La cour du monastère est close dans l'ouest par les bâtiments d'exploitation : écurie, grange, fruitier, loge à cochon, poulailler, pavillon pour le jardinier…
Il n'y eut pas d'aumônerie avant la seconde moitié du XVIIIe siècle : c'était jusqu'alors un prêtre de Vif ou des environs (Uriol, Chabottes…) qui exerçait en tant qu'aumônier, et qui n'avait alors pas besoin d'être logé par les ursulines. L'aumônerie est construite au-dessus du portail d'entrée, et possède trois chambres ainsi qu'un cabinet.
Aujourd'hui, le domaine du Pré Métral pourrait correspondre à l'ensemble formé par l'hôtel de ville, la place de la Libération, la maison des associations, la salle polyvalente et le boulodrome.

#### Les premières religieuses du couvent

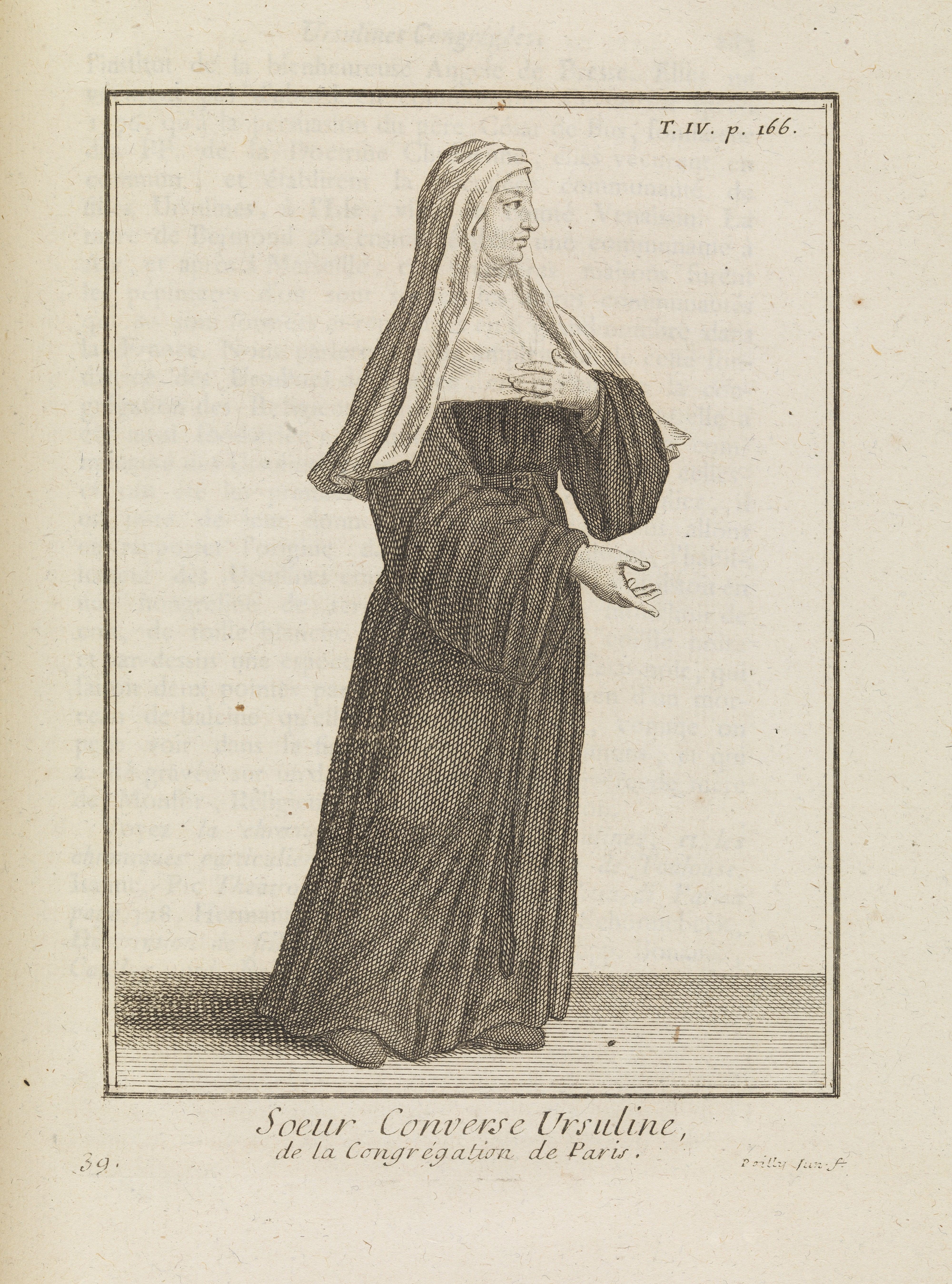
Une sœur converse.

Les Ursulines, fraîchement installées, accueillent aussitôt de nouvelles candidates : deux en 1663, trois en 1664, deux en 1665. La plupart de ces femmes sont issues de familles nobles : Catherine de Vachon, Louise de Vachon, Madeleine de Saint-Germain, Anne de Chevallier d'Istras, Suzanne du Serf de Croze (famille Bérenger du Gua). Grâce à l'arrivée de ces postulantes, le couvent jouit d'une assez bonne suffisance financière jusqu'à la fin de la seconde moitié du XVIIe siècle.
À cette époque, la mère supérieure est Marie d'Hières de Charancieu, qui était entré au couvent de Moirans, puis avait fait sa profession religieuse à La Mure avant de suivre le transfert des Ursulines à Vif.

#### Visite pastorale de 1673

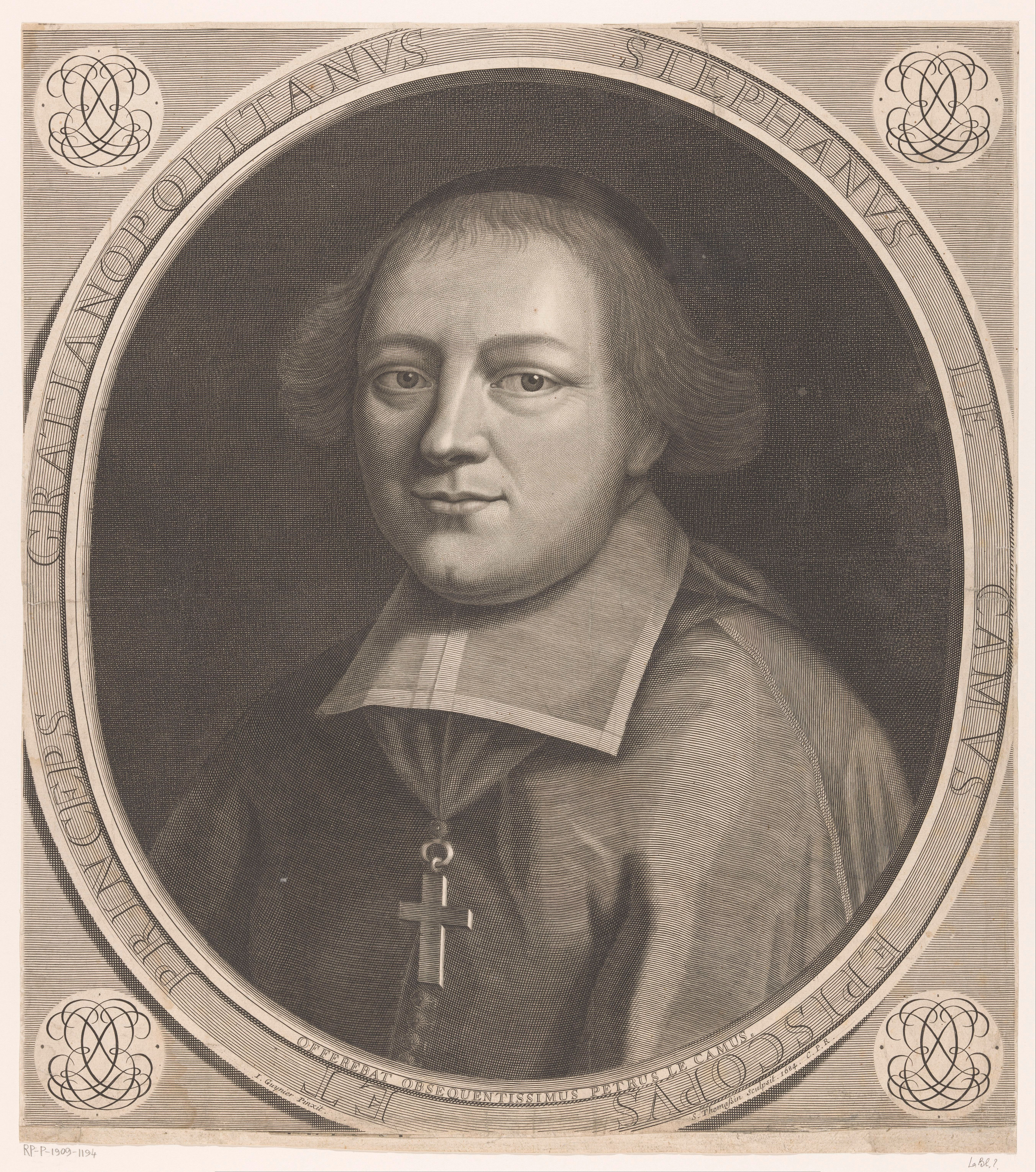
Étienne Le Camus, évêque du diocèse de Grenoble.

À partir du 29 avril 1673, l'évêque du diocèse, Étienne Le Camus, organise une visite pastorale à Vif pour faire état de la situation des édifices religieux. Il passe sa journée du 30 avril à visiter le prieuré bénédictin et son église. À la surprise générale, il s'attarde au couvent des Ursulines pendant trois jours consécutifs, du premier au trois mai : le premier jour, il reçoit séparément chacune des religieuses au parloir. Le deuxième jour, il visite le reste du domaine et, malgré l'état dégradé du muret qui clôture les lieux, reconnaît que les Ursulines sont bien mieux logées que les religieuses des autres couvent du diocèse. 
Le troisième jour, la mère supérieure et son assistante sont priées de déposer leurs charges et de retourner à Moirans ; en effet, leur mandat est terminé depuis le mois de mars, et leur présence coûte de l'argent au couvent. De plus, la mère supérieure semble faire preuve d'un laxisme croissant en accueillant et nourrissant des hommes, femmes et religieux n'ayant pas leur place au couvent, et ayant permis une représentation du Tartuffe dans le chœur du bâtiment. Ces laisser-allers, mal vus par l'évêque, entraînent leur expulsion.

#### Prospérité du couvent
Après le renvoi à Moirans de Marie d'Hières, c'est Renée de Saint-François Gueyraud qui devient la nouvelle supérieure. Le 14 mai 1673, deux filles sont reconnues novices à la demande de Mgr Le Camus : Marguerite de Champfleury et Jeanne Guimet. En 1677, le couvent des Ursulines est composé de 18 religieuses.
À partir du XVIIIe siècle, les filles issues de famille bourgeoises sont les plus présentes, dépassant celles issues de la noblesse qui représentaient un tiers de la communauté. Les villes d'où viennent les religieuses sont Grenoble, La Mure, Pierre-Châtel, Monteynard, le Bourg-d'Oisans, Sinard, Monestier-de-Clermont, Saint-Jean-d'Hérans, Villard-de-Lans, Saint-Jean-le-Vieux, Seyssinet, Proveyzieux, Le Grand-Lemps, Cessieu, Beaurepaire et Vif. Certaines Ursulines proviennent de familles célèbres, notamment Marie-Victoire Beyle, tante de Stendhal.
Les dots des postulantes qui, à la fondation du couvent, avoisinaient les 1 800 livres, montent jusqu'à 3 600 livres. 

#### Dernières années
Le déclin du couvent des Ursulines s'amorce au début du XVIIIe siècle : en 1732, les lieux n'étaient habités que par cinq religieuses de chœur et trois converses. Le revenu, descendu à 800 livres, n'est redressé que par l'arrivée de Thérèse Dorcières, économe et maîtresse des novices du couvent de Moirans. Aussitôt, en 1763, le nombre de religieuses remonte à quatorze, avec une sœur tourière. En 1785, trois postulantes prennent l'habit, et en 1789 trois nouvelles vêtures sont célébrées ainsi qu'une profession perpétuelle.
Contrairement à la plupart des autres ordres et congrégations de Vif et de la région, le couvent des Ursulines n'est pas en état de délabrement et de déclin lorsque provient la Révolution française ; sont alors dénombrées seize religieuses de chœur et deux converses âgées de 20 à 85 ans.
La communauté des Ursulines est finalement supprimée en 1790, et le couvent est vendu comme bien national le 11 décembre 1792, après près de 130 ans d'existence.

### La filature de soie Berriat (1795 - 1860)

#### Les débuts

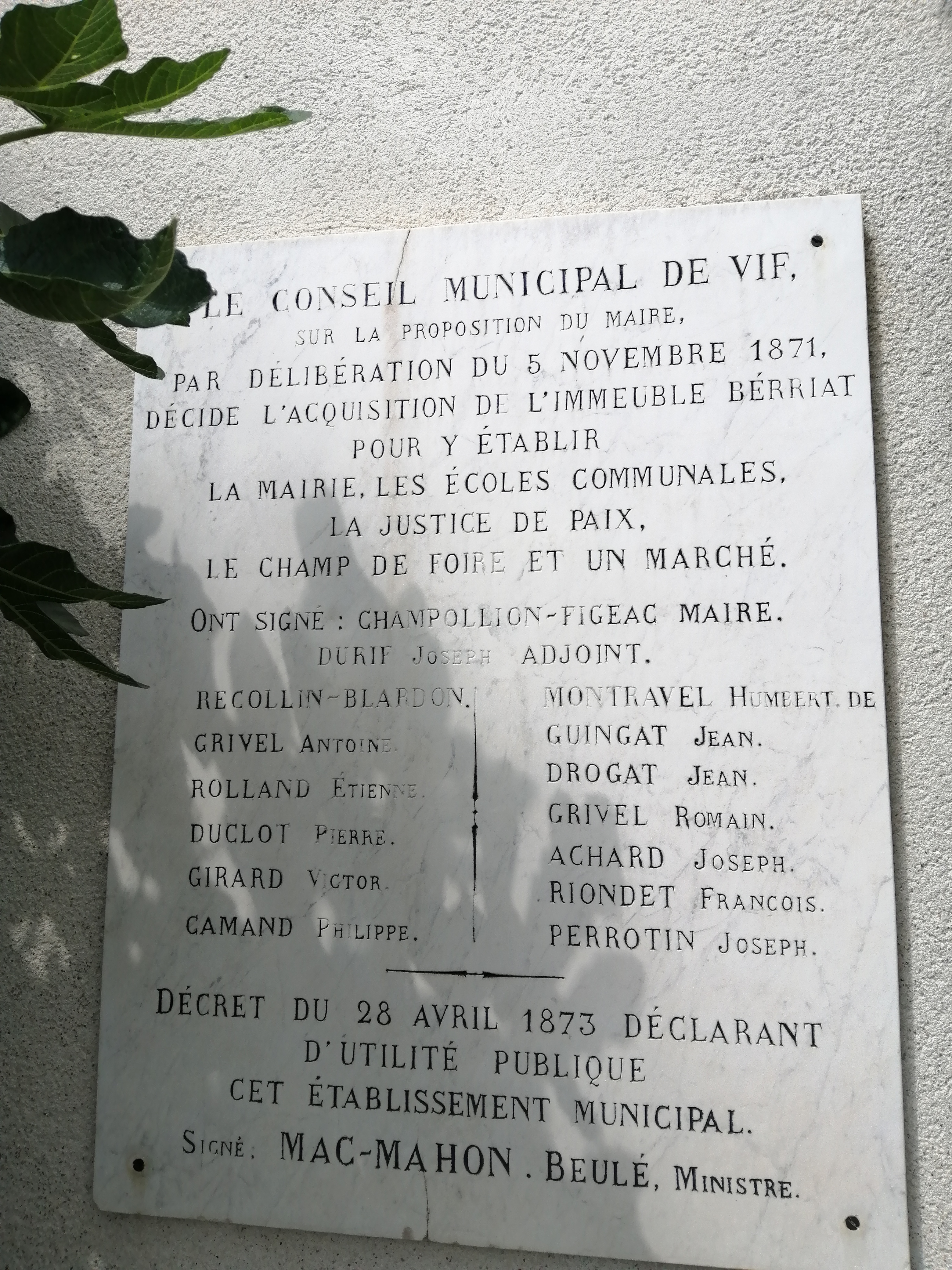
Plaque commémorative du rachat de la filature Berriat par la municipalité.

Après la vente du couvent comme bien national à Pierre Berriat le 11 décembre 1792 pour la somme de 48 500 livres, c'est son fils Sébastien Berriat, qui en rachète une part le 13 décembre 1795 : il y fait alors installer un premier moulinage de soie. Les machines à mouliner sont mues par une grande roue installée sur le canal des moulins qui traverse la propriété et tout le centre-bourg en direction du sud. Dès sa mise en marche, la filature est reconnu pour la qualité de sa soie.

#### L'essor

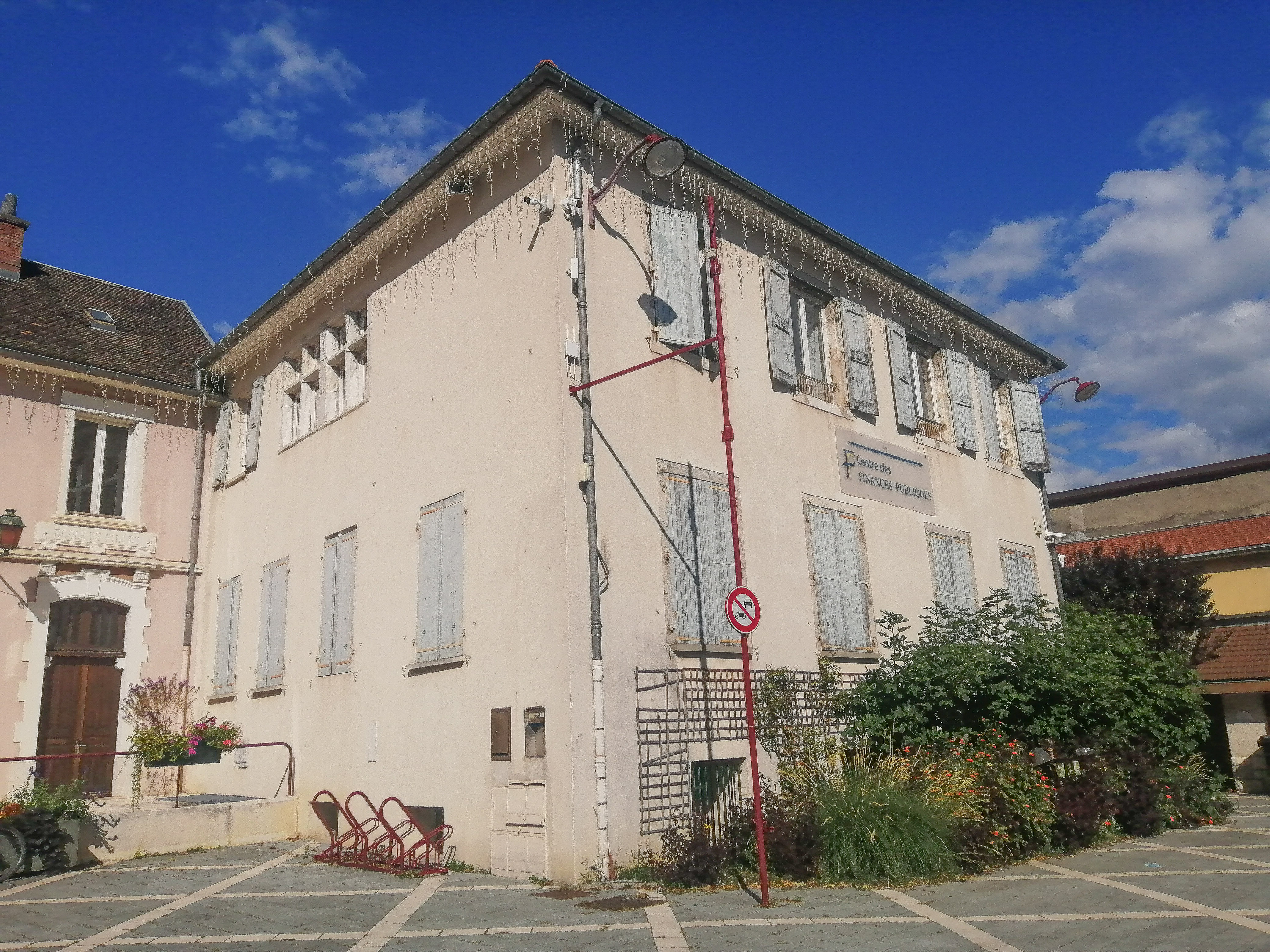
Le Centre des Finances Publiques, anciennement maison des religieuses puis filature de soie.

En 1812, Sébastien Berriat achète une machine à la Vaucauson permettant l'augmentation de la production ; à l'époque, près de 40 ouvrières sont employées, et Berriat développe en parallèle la culture du mûrier ainsi que l'éducation des vers à soie.
En 1839, le fondateur de la filature décède et c'est son fils, Pierre Léon Berriat, qui reprend les rênes. Jusqu'au milieu du Second Empire, l'entreprise est pleinement prospère et fait la renommée de la vallée. La filature ne fonctionne que quatre mois par an, mais le moulinage marche toute l'année et reçoit des cocons de toute la région.
En octobre 1855, Pierre Léon Berriat fait installer un appareil à vapeur en cuivre d'une capacité de 2 300 m3 qui sert de chauffage à 30 bassines, construite par le chaudronnier Viossar de Grenoble.

#### Le déclin
La première crise qui touche la filature survint en 1853, lorsque la muscardine, appelée dans la région dragée, ravagea les élevages de vers à soie. La production se dégrada grandement avant que l'on put trouver un remède, et les années 1856 et 1857 furent désastreuse pour l'entreprise.
Malgré la bonne réputation de la soie vifoise, les félicitations des autorités auprès de Berriat et l'art de filer la soie présente dans la région depuis plus d'un demi-siècle, la filature finit par fermer en 1860 à cause des graves problèmes de santé de son patron, Pierre Léon Berriat, qui se retire de la vie entrepreneuriale et politique du bourg.
Grâce à l'élan donné par la famille Berriat, l'industrie de la soie dans le Pays vifois perdurera malgré tout encore à travers les entrepreneurs Pétrequin en 1874 puis Barret en 1782, permettant de mettre un frein à un exode rural dans le canton.

### La nouvelle mairie (1873- )

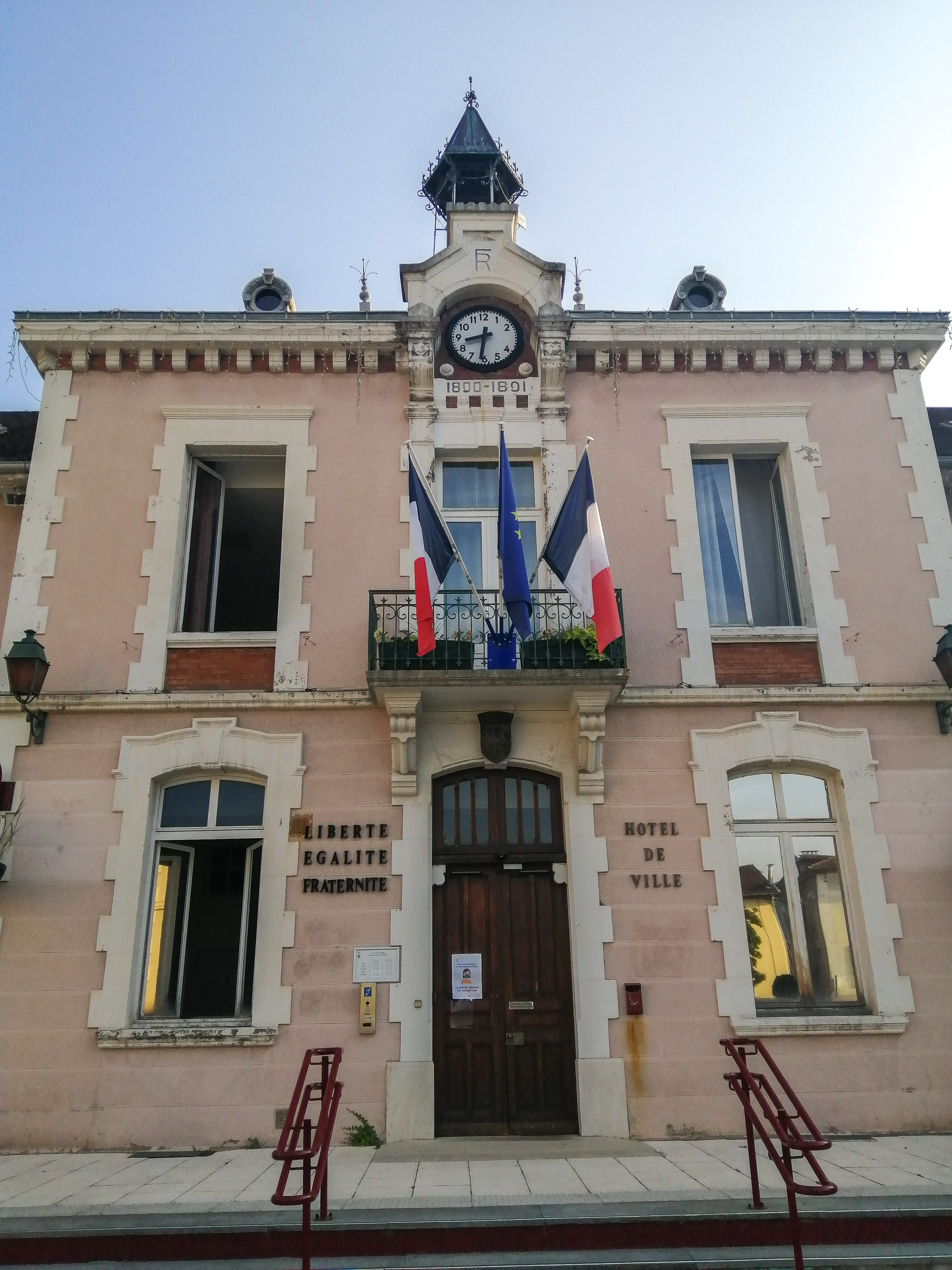
Façade avant de la mairie avec, en-dessous de l'horloge, les dates de la construction du bâtiment.

Le 28 août 1873, la municipalité (dirigée par Aimé Champollion-Figeac, neveu de Jean-François Champollion) rachète la propriété de la filature de soie et de l'ancien couvent des Ursulines pour y installer une mairie-école,.
La municipalité qui suivit, administrée par le cimentier et maire républicain Jean-Pierre Guingat, fera construire des bâtiments neufs dans la prolongation de l'ancienne filature entre 1890 et 1891, qui composera un ensemble de style de la IIIe République (style Beaux-Arts). La mairie sera placée au centre du nouvel édifice et l'école dans l'aile ouest ; de nombreux enseignants viendront y travailler, dont Marie Sac, institutrice localement reconnue.
Le 1er janvier 1944, sous l'occupation allemande, la mairie est cambriolée et ravagée par un incendie : des tickets de rationnement sont dérobés et le bâtiment est incendié, provoquant la perte de toutes les archives historiques de la ville qui avaient été restituées à la demande de la commune par les Archives départementales de l'Isère en 1937,.